# Bruno Conti
Bruno Conti (født 13. marts 1955 i Nettuno, Italien) er en italiensk tidligere fodboldspiller (kantspiller) og -træner, der blev verdensmester med Italiens landshold ved VM 1982.

## Karriere
Conti spillede, kun afbrudt af lejeophold hos Genoa, hele sin 18 år lange karriere hos AS Roma. Her var han med til at vinde både et italiensk mesterskab og fire udgaver af pokalturneringen Coppa Italia.
For det italienske landshold nåde Conti at spille 47 kampe, hvori han scorede fem mål. Han blev verdensmester med holdet ved VM 1982 i Spanien, og spillede samtlige italienernes syv kampe i turneringen, herunder finalen mod Vesttyskland. Han deltog også ved VM 1986 i Mexico.

## Titler
Serie A
- 1983 med Roma

Coppa Italia
- 1980, 1981, 1984 og 1986 med Roma

VM
- 1982 med Italien